# Swift Playgrounds
Swift Playgrounds è un'applicazione sviluppata dalla Apple Inc. per i sistemi operativi iOS e iPadOS. Essa offre la possibilità di imparare a programmare, con un livello base, con il linguaggio Swift attraverso un ambiente semplice. L'utente può scaricare vari capitoli che trattano argomenti riguardanti la programmazione a oggetti. I progetti creati con l'applicazione possono essere anche esportati in Xcode.
L'applicazione è stata presentata insieme a iOS 10, durante l'evento di Apple WWDC del 2016.

## Funzionalità
Swift Playgrounds permette, con la versione 4.0.2 installata su iPadOS 15.4 (o successivi), di creare vere e proprie app direttamente da iPad, sfruttando il codice Swift e il framework SwiftUI messi a disposizione da Apple.
È stata presentata durante la WWDC 2021.
La novità principale di Swift Playgrounds è la possibilità di pubblicare la app appena creata, inviandola all’App Store direttamente dal proprio iPad. Per fare ciò, è necessario essere in possesso di un account per sviluppatori.

## Compatibilità
L'applicazione è compatibile con l'iPad Air, iPad Air 2, iPad Pro e iPad mini 2 o successivi.